# Aleksandr Kalanin
Aleksandr Igoriewicz Kalanin, ros. Александр Игоревич Калянин (ur. 24 września 1987 w Czelabińsku, zm. 7 września 2011 w Jarosławiu) – rosyjski hokeista, reprezentant Rosji.

## Życiorys
Kariera klubowa
- Traktor Czelabińsk (2003–2005)
- Łokomotiw Jarosław (2005–2006)
- Dizel Penza (2006–2007)
- Łokomotiw Jarosław (2007–2011)

Wychowanek Traktora Czelabińsk. Od 2005 zawodnik Łokomotiwu Jarosław. Reprezentant kadry Rosji B. Zginął 7 września 2011 w katastrofie samolotu pasażerskiego Jak-42D w pobliżu Jarosławia. Wraz z drużyną leciał do Mińska na inauguracyjny mecz ligi KHL sezonu 2011/12 z Dynama Mińsk.
Został pochowany w rodzinnym Czelabińsku.
23 czerwca 2012 w hali Traktor Arena w Czelabińsku odbył się mecz upamiętniający dwóch hokeistów-ofiary katastrofy. Został zorganizowany przez przyjaciół obu hokeistów. Wystąpiły w nim naprzeciw siebie dwa zespoły: honorujący Giennadija Czuriłowa w niebieskich strojach z numerem 21 oraz emblematem rodzinnego miasta Magnitogorska, oraz złożony z kolegów Aleksandra Kalanina, w białych strojach, z numerem 28 i emblematem rodzinnego miasta Czelabińska. Spotkanie zakończyło się wynikiem 6:6, zaś w serii najazdów zwycięstwo drużynie z Magnitogorsk zapewnił Dienis Mosalow. Na meczu obecni były członkowie rodzin i bliscy hokeistów.
Został pochowany na Cmentarzu Przemienienia Pańskiego w Czelabińsku.

## Sukcesy

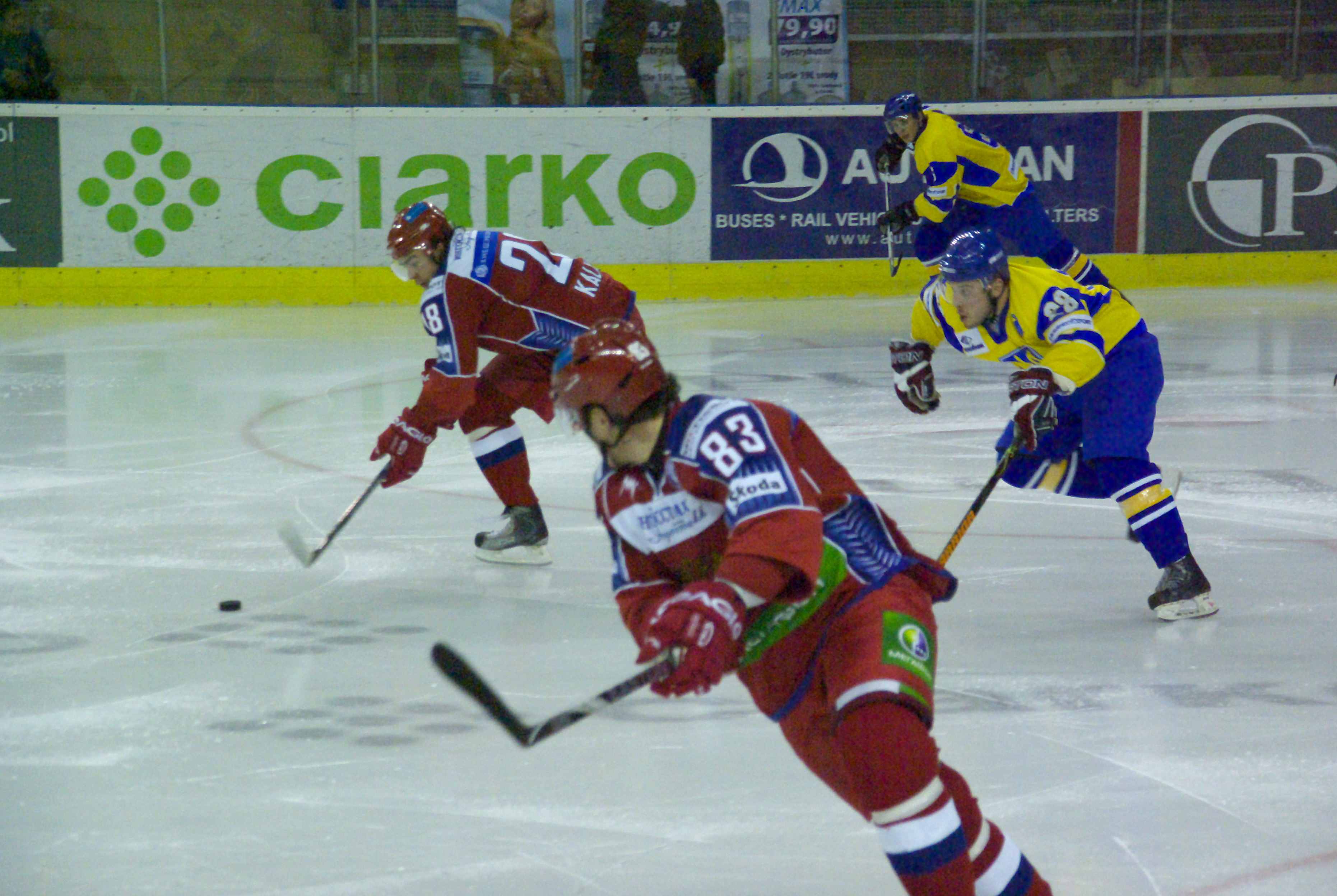
Aleksandr Kalanin (u góry przy krążku) podczas meczu reprezentacji Rosja B z Ukrainą na turnieju EIHC w Sanoku (11.11.2010). Poniżej Andriej Kiriuchin (nr 83), który także zginął w katastrofie samolotu 7.09.11.

Klubowe
- Srebrny medal Mistrzostw Rosji: 2008, 2009 z Łokomotiwem
- Brązowy medal Mistrzostw Rosji: 2011 z Łokomotiwem

Indywidualne
- KHL (2010/2011): drugie miejsce w klasyfikacji strzelców w fazie play-off: 9 goli